# ケレス (準惑星)
- ケレス
- セレス

ケレス またはセレス（英語: Ceres [ˈsɪəriːz]; シンボル: ）は、火星と木星の間の小惑星帯（メインベルト）に位置する準惑星。直径は945 kmと、メインベルト最大の天体である。海王星軌道の内側にある（海王星より軌道長半径が小さい）唯一の準惑星でもある。既知の太陽系の天体の中で33番目に大きい。

## 概要
氷と岩石で構成されており、小惑星帯の全質量の約3分の1を占めていると推定されている。ケレスは小惑星帯の中で自身の重力で形状が丸くなっていることが知られている唯一の天体である（ただし、ベスタがそうである可能性を除外するための詳細な観測が必要であった）。地球から見たケレスの視等級は6.7等級から9.3等級の範囲で、15ヶ月から16ヶ月ごとに衝を起こす度（会合周期）に視等級のピークを迎えるが、極めて空が暗い地域以外では最も視等級が明るい時期であっても肉眼で観望するには暗い。
ケレスは最初に発見された小惑星で、1801年1月1日にパレルモ天文台で観測を行ったジュゼッペ・ピアッツィによって発見された。元々は惑星であると考えられていたが、その他に多くの同じような軌道を持つ天体が発見されるようになり、1850年代には小惑星として再分類された。
ケレスの内部は、岩石が多い核と、氷のマントルに分化しているとされており、氷の層の下には液体の水から成る海が残っているかもしれない。表面は水の氷と炭酸塩や粘土とのような水和鉱物の混合物である。2014年1月には、ケレスの表面のいくつかの地点から水蒸気が放出されていることが検出されている。小惑星帯にある大きな天体は、彗星の特徴である蒸気を放出しないため、これは予想外のことであった。
アメリカ航空宇宙局（NASA）の宇宙探査機ドーン（Dawn）が2015年3月6日にケレスを周回する軌道に投入された。2015年2月19日に撮影されたケレスの画像から、クレーターの内部に明るい2つの異なる光点（高アルベド地形とも、以前にハッブル宇宙望遠鏡が確認していた光点とは異なる）が観測され、氷火山 もしくはガス噴出 が存在している可能性が導き出された。しかし2015年3月3日、NASAの広報担当者は輝点は氷や塩を含む反射率の高い物質から成るが、氷火山の活動ではないと述べた。しかし、2016年9月2日にドーンのミッションチームの科学者たちはサイエンスに掲載した論文で、アフナ山と呼ばれる巨大な氷火山がこれらの不思議な地形の存在を示す最も有力な証拠であると発表した。2015年5月11日、NASAはより高解像度のケレスの画像を公開した。この画像より、1つか2つに見えていた光点が実際にはいくつもの光点であったことが示されている。2015年12月9日、ドイツの科学者たちはケレスの光点が一種の塩類、具体的には硫酸マグネシウム六水和物（MgSO4·H2O）を含む一種の塩水に関係していると報告。別の研究者はケレスの表面にアンモニアに富む粘土があると報告した。2016年6月には、これらの明るい領域の近赤外線スペクトルが大量の炭酸ナトリウム（Na2CO3）の存在を示すものと一致することが判明し、これは最近生じた地質学的活動が光点の形成に関与していたことを意味している。2018年7月、NASAはケレスに見られる物理的特徴と地球上のそれに似ている地形との比較データを発表した。2018年6月から10月にかけて、ドーンはケレスに最も高度が低い時で高度35 km、最も高い時で高度4,000 kmのところを飛行してケレスを周回し、燃料切れになった後の同年11月1日にドーンは運用を終了した。
2015年10月に、NASAはドーンによって作成されたケレスの自然色画像を公開した。2017年2月には、エルヌテト（Ernutet）クレーターの中から有機物（ソリン）が検出されている。

## 歴史

### 発見

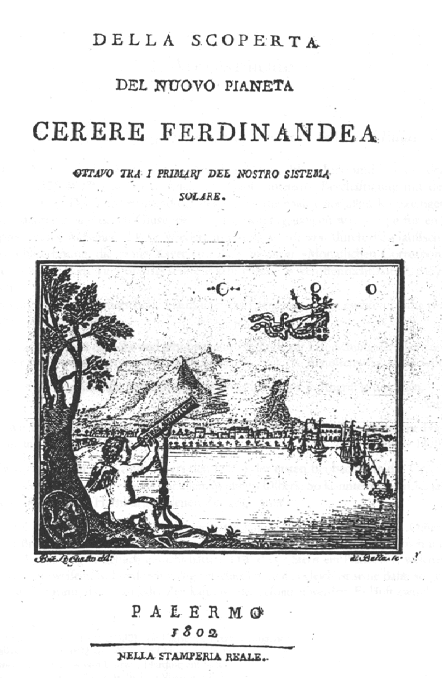
ピアッツィの著書「Della scoperta del nuovo pianeta Cerere Ferdinandea」でケレスの発見について概説されており、この新しい「惑星」を両シチリア王国のフェルディナンド1世に捧げている。

1772年、ドイツの天文学者ヨハン・ボーデは火星と木星の軌道の間に未知の惑星が存在している可能性を初めて示唆した。また1596年には、すでにヨハネス・ケプラーが火星と木星の軌道の間に隙間があることに気づいていた。ボーデはケプラーの考えを、1766年に初めて提案され現在も科学的根拠は見出されていないティティウス・ボーデの法則で基礎づけていた。ボーデはこの法則を基に、既知の惑星の軌道長半径の間隔には規則性があることを観測していたが、火星と木星の間に大きな間隔があるという不完全な要素があった。このことから、火星と木星の間の太陽からの距離2.8 auの位置に惑星が存在していることが予測されていた。1781年に天文学者ウィリアム・ハーシェルが、土星の次に惑星が存在すると予測された位置の近くで天王星を発見したことにより、ティティウス・ボーデの法則はより信頼性が増すことになり、そして1800年には科学雑誌「Monatliche Correspondenz」の編集長であるフランツ・フォン・ツァハが率いるチームは、経験豊かな24人の天文学者（ツァハは彼らを「天の警察」という意の「celestial police」と呼んだ）たちに、存在が予想される惑星の系統的な探索を始めるように依頼した。彼らがケレスを発見することはなかったが、後に彼らは小惑星帯にあるいくつかの大型の小惑星を発見している。
探索を行う天文学者の1人として、シチリア島のパレルモ学会のカトリック司祭であったジュゼッペ・ピアッツィが選ばれた。しかし、ピアッツィはツァハらのグループからの招待を受ける前の1801年1月1日にケレスを発見した。彼は「ラカーユの黄道帯の恒星カタログの87番目の恒星」を探索していたが、先に発見したのは「別のもの」であった。ピアッツィは天球上を動いていく恒星のような天体を発見したが、最初はその天体は彗星であると考えていた。ピアッツィは病気により観測を中断する同年2月11日までに、ケレスを24回観測している。彼は同年1月24日に同僚である2人の天文学者、ミラノにいたBarnaba Orianiとベルリンにいたヨハン・ボーデに手紙でその発見を報告した。彼はその天体を彗星として報告したが、「その動きは非常に遅く、かなり均一であるので、何度か彗星よりも立派な天体であるという可能性を考えた」とも述べている。そして4月に、ピアッツィはOriani、ボーデ、そしてパリにいたジェローム・ラランドに彼が得た完璧な観測結果を送り、その情報はMonatliche Correspondenzの1801年9月号に掲載された。
この時までに、ケレスの見かけ上の位置は多く変化しており（大部分は地球の公転運動による）、そして他の天文学者がピアッツィの観測結果を確認するには眩しい太陽の非常に近くまで移動していた。年末にかけて、ケレスは再び観測されるようになったはずだが、それほどの長い時間が経過してもケレスの正確な位置を予測するのは困難であった。ケレスを再発見するために、当時24歳だったカール・フリードリヒ・ガウスは軌道測定のための効果的な方法（Gauss's methodと呼ばれる）を開発した。わずか数週間で彼はケレスの軌道を予測し、その結果をツァハに送った、そして1801年12月31日に、ツァハとヴィルヘルム・オルバースは予測された位置の近くでケレスを再発見することに成功した。
初期の観測ではケレスのサイズを大雑把に計算することしかできなかった。1802年にウィリアム・ハーシェルは、ケレスの直径を260 kmと過小評価していたが、一方で1811年にヨハン・シュレーターはケレスの直径を2,613 kmと過大評価していた。

### 名称
ピアッツィは元々この発見のために、女神ケレース（ローマ神話に登場する農業の女神）とシチリア王国の国王フェルディナンド1世に因んだCerere Ferdinandeaという名称を提案していた。しかし、名称のFerdinandeaは他の国々には受け入れられず省略された。ドイツでは、ケレスはHeraと呼ばれていた。ギリシャでは、ケレスはローマ名のCerēsと同一視されるギリシャの神に因んでDemeter（Δήμητρα）と呼ばれている。英語では、その名称は小惑星番号1108番Demeterに用いられている。
英語でのケレスの形容詞形はCererianもしくはCerereanであり、これらはラテン系のCererisに由来しているが、その形容詞形であるCeresianは時折、女神に対して用いられ、その短縮形であるCereanも同様である。
ケレスの古い惑星記号（⚳ もしくは ）は鎌を表したもので、これは金星の惑星記号（♀）と似ているが、円の部分が繋がっていない。このような変種（）が用いられる事もあるが、これはケレスの頭文字である「C」の字を反映している。これらの記号は現在では小惑星番号を丸で囲ったもの（①）に置き換えられている。
1803年に発見された希土類元素のセリウムはケレスに因んで命名されている。同じ年に発見された別の元素もケレスに因んで命名されたが、セリウムが命名されたことにより、その発見者はその元素を小惑星番号2番のパラスに因んでパラジウムと命名した。

### 分類
ケレスの分類は2回以上変更されており、いくつかの意見の相違がみられる。ヨハン・ボーデは、ケレスが火星と木星の間に存在することが示されていた、太陽から4億1,900万 kmの距離にある「行方不明の惑星」であると信じていた。ケレスには惑星としての記号が与えられ、発見後の約半世紀に渡って天文学の書籍や一覧表にはパラス、ベスタ、ジュノーと共に惑星として掲載されていた。

最初に発見された10個の小惑星と月の大きさの比較。最も左にあるのがケレス（1）。

その後、他の天体がケレスの近くで発見されるようになったので、ケレスは太陽系における新たな分類の天体の中で最初に発見された天体であることが判明した。1802年に小惑星番号2番のパラスが発見された際、ウィリアム・ハーシェルはこれらの天体を示す「Asteroid（小惑星）」という用語を発案し、また「たとえ非常に性能の良い望遠鏡であっても、それらがそうと区別されることがほとんど無いほど小さな恒星に似ている」と書き記している。初めて発見されたそのような天体として、ケレスは現代では小惑星番号1番が付与されている。1860年代までには、ケレスのような小惑星と主要な惑星との間に根本的な違いがあることは広く受け入れられていたが、「惑星」の正式な定義が定式化されることはなかった。
2006年に、冥王星と惑星とされる天体をめぐる議論により、ケレスが惑星として再分類されることが検討された。元の惑星の定義に関する国際天文学連合（IAU）の提案では、惑星を (a) 自身の重力で静水圧平衡（ほぼ球形）を満たす形状になるほどの十分な質量を持ち、(b) 恒星の周りを公転している恒星でも衛星でもない天体 として定義していた。 仮にこの決議が採択されていれば、ケレスは太陽から5番目の惑星となっていただろう。しかしその決議は採択されず、2006年8月24日に修正された定義案が採択され、その定義案では (c) 軌道近くから他の天体を排除している天体 という定義が追加された。この定義に沿うと、ケレスは小惑星帯内の他の数千個の天体と軌道を共有しており、さらに小惑星帯の全質量の3分の1しか占めていないためこの定義にあてはまらないとされ、惑星ではないとされた。ケレスのように、最初に提案された定義案では惑星となる条件を満たすが、最終的な定義案では惑星となる条件を満たさなかった天体は準惑星に分類された。
ケレスは小惑星帯最大の天体であるが、現在では準惑星に再分類されているため、小惑星としてみなされていない。例えばSpace.comのニュース記事では、「最大の小惑星であるパラスと、かつて小惑星に分類されていた準惑星ケレス」と述べられている。一方で、国際天文学連合の質疑応答の投稿では、「ケレスは最も大きな小惑星」としている。小惑星センターは、そのような天体は小惑星と準惑星という二重の扱いを受けているかもしれないと指摘している。ケレスを準惑星に分類した2006年の決議では、ケレスが小惑星であるか否かは全く議論されていなかった。実際、国際天文学連合は「小惑星」が何なのかを定義したことはなく、2006年までは「Asteroid（小惑星）」、2006年からは「small Solar System body（太陽系小天体）」という言葉を用いている。2011年にLengは「IAUはケレスの位置付けを新たにし、準惑星に分類した。その定義によれば、エリス、ハウメア、マケマケ、冥王星、そして最大の小惑星であるケレスは全て準惑星である。」と著書で記している。NASAは様々な学術書と同じように、ケレスを小惑星と呼称し続けている。

## 軌道
| 軌道タイプ                          | a （au） | e        | i        | 周期 （日） |
| ----------------------------------- | -------- | -------- | -------- | ----------- |
| 固有軌道要素                        | 2.7671   | 0.116198 | 9.65994  | 1,681.45    |
| 接触軌道要素 （元期 2019年4月27日） | 2.7692   | 0.076009 | 10.59407 | 1,683.15    |
| 差分                                | 0.0021   | 0.040189 | 0.93413  | 1.70        |

ケレスの軌道

2007年9月27日から2018年10月5日までのドーンの軌跡を描いたアニメーション
ドーン·
地球·
火星·
ベスタ·
ケレス

ケレスは火星と木星の間にある小惑星帯の中を公転しており、その公転周期は4.6地球年である。軌道は少し傾いており（軌道傾斜角は10.6°、これに対して水星は7°、冥王星は17°である）、やや楕円形の軌道を描いている（離心率0.08、これに対して火星は0.09）。
右にある図はケレスの軌道（青）といくつかの惑星の軌道（白とグレー）を示している。濃い青色の部分は黄道面よりも下にある軌道で、中心のオレンジ色の+が太陽の位置を表している。画像左上の図は、火星と木星の間にあるケレスの位置を示す極座標図で、画像右上はケレスと火星の近日点（q）と遠日点（Q）の位置を示す拡大図である。火星の近日点は、パラスやヒギエアを含む他の小惑星と同様に、ケレスおよびいくつかの主な小惑星とは反対側に位置している。画像下部は、火星と木星の軌道に対するケレスの軌道の傾斜を示した側面図となっている。
ケレスはかつて小惑星族のメンバーであるとされていた。この族の小惑星は、類似した固有軌道要素を持っており、これは過去に小惑星の衝突による共通の起源を示している可能性がある。しかし、ケレスはその族に分類される小惑星とはスペクトル特性が異なることが後に判明し、この族は現在、これに属する中で次に小惑星番号が小さな小惑星ゲフィオン（小惑星番号 1272番）に因み、ゲフィオン族と呼ばれている。現在ではケレスは単にゲフィオン族が描く軌道の中に位置し、偶然にも同じような軌道要素を持っているが、共通の起源は持っていないとされている。

### 軌道共鳴
ケレスとパラスは、公転周期が 1 : 1 の軌道共鳴に近い関係にあることが示されている（それぞれの固有公転周期は0.2%異なる）。しかし、両者の間に本当に軌道共鳴が起きていることはないとされている。双方の天体間の間隔の大きさに対して質量が小さいがため、小惑星の間で軌道共鳴が起こることは非常に稀である。しかし、ケレスは他の小惑星を最大200万年間に渡って、一時的に 1 : 1 の軌道共鳴の状態（一時的なトロヤ群）にすることができる。そのような天体は約50個ほど知られている。

### ケレスから見た惑星の太陽面通過
ケレスからは、水星、金星、地球、そして火星による太陽面通過が見られる。最も一般的な通過は水星によるもので、通常は数年ごとに発生し、最近では2006年と2010年に発生している。前回発生した金星の太陽面通過は1953年で、次は2051年に起こる。地球の太陽面通過は1814年と2081年、火星の太陽面通過は767年と2684年に起こる。

## 自転と赤道傾斜
ケレスの自転周期（ケレスの太陽日）は9時間4分。赤道傾斜角は4°で、これは月や水星と同様に、ケレスの極地がコールドトラップとして機能し、時間の経過と共に水の氷が蓄積されると予想されている永久影を持つクレーターが存在出来るのに十分なほど低い傾斜である。表面から放出された水分子の約0.14%がトラップに行き着くと予想されている。

## 物理的特徴
ドーンによる探査で、ケレスの質量は9.39×1020 kgと測定されている。この質量は、小惑星帯の推定全質量である3.0 ± 0.2×1021 kgの約3分の1を占めており、月の質量の約1.3%に相当する。ケレスはほぼ球形の形状を維持するのに十分な大きさで、ベスタとテティスの間の大きさを持つ。表面積はインドとアルゼンチンを合わせた面積とほぼ同じである。2018年7月、NASAはケレスに見られる物理的特徴と地球上に存在する同様のものと比較した記事を公開した。

### 表面

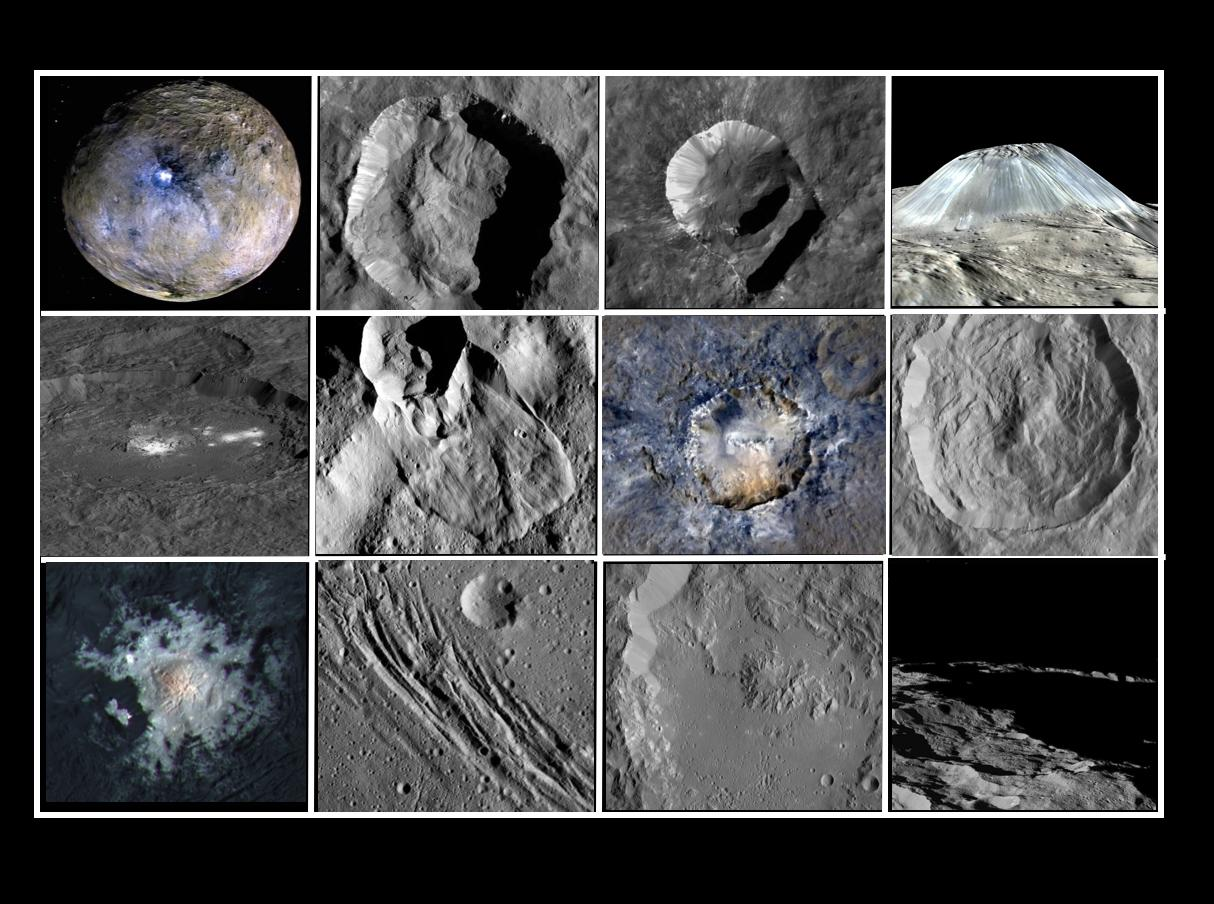
ケレスに見られる顕著な地質的特徴

ケレスの表面組成はC型小惑星とほぼ一致しているが、いくつか異なる点もある。ケレスの赤外線スペクトルのいたる部分には、水和した物質が存在していることを示す兆候が見られ、これは内部に大量の水が存在していることを示している。他に存在しうる表面成分として、鉄が豊富な粘土鉱物（クロンステダイト）および炭素質コンドライト隕石に一般的に存在する炭酸塩（ドロマイトと菱鉄鉱）が挙げられる。炭酸塩と粘土鉱物の存在を示す兆候は他のC型小惑星のスペクトルでは見られない。そのため、ケレスは時折G型小惑星として分類されることがある。
ケレスの表面は比較的暖かく、1991年5月5日に太陽直下点での温度は235 K（-38 ℃、-36 ℉）と測定された。この温度下では氷は不安定になる。表面の氷の昇華によって残された物質が、木星以前の惑星を公転する氷でできた衛星よりもケレスの表面を暗くさせているかもしれない。
ハッブル宇宙望遠鏡を用いた研究により、グラファイト、硫黄、二酸化硫黄がケレスの表面に存在することが明らかになっている。前者はケレスの古い表面が宇宙風化の影響を受けて生成されたとされている。後者の2つはケレスの条件下では揮発性で、すぐに放出されるかコールドトラップに行き着くと予想されているので、これらは地質的活動を最近伴った地域に関連しているとされている。

### ドーンによる探査以前の観測

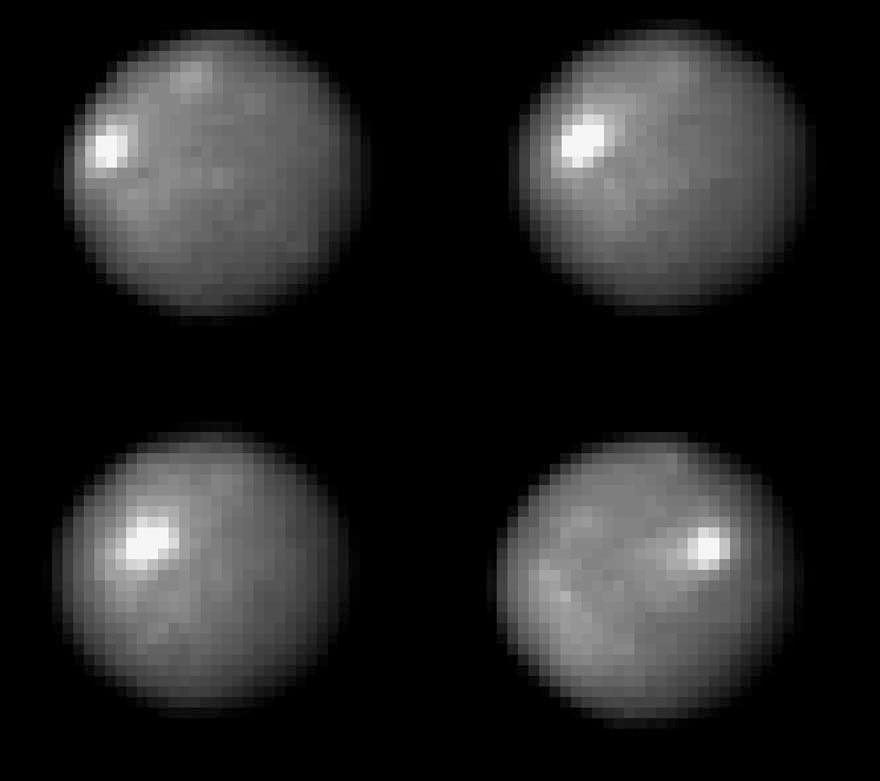
2004年にハッブル宇宙望遠鏡が2時間20分ごとに撮影したケレスの画像

ドーンによる探査以前は、ケレスの明白な表面の特徴はわずかしか検出されていなかった。1995年にハッブル宇宙望遠鏡が撮影した高解像度の紫外線画像で、表面に暗い地形があることが示された。この地形はケレスの発見者に因んで「ピアッツィ（Piazzi）」と呼ばれ、クレーターであると考えられた。補償光学を用いてケック天文台によって撮影された、より高解像度の近赤外線全球画像から、ケレスの自転と共に移動するいくつかの明るい地形と暗い地形が示された。そのうちの2つの暗い地形は形状が円形であったのでクレーターであると推測され、そのうち1つは中央に明るい地形を持つことが観測された。一方で、もう片方はピアッツィであると認識された。2003年と2004年にハッブル宇宙望遠鏡が撮影したケレスの可視光線全球画像では、識別可能な地形が11個示されたが、それらの性質については未確定であった。これらの地形のうちの1つは以前から観測されていたピアッツィに該当するとされている。
こうした中での最後の観測では、ケレスの北極点がりゅう座の、赤経 19h 24m（291°）、赤緯+59°の方向を向いており、この結果から赤道傾斜角は3°であるとされた。その後、ドーンによる探査で実際には北極点が赤経 19h 25m 40.3s（291.418°）、赤緯+66° 45′ 50″（りゅう座δ星から約1.5°）の方向を向いていることが確定し、その結果、赤道傾斜角は4°であると判明した。
2014年1月には、ハーシェル宇宙望遠鏡の観測により2箇所からの水蒸気の噴出が確認された。量は1秒あたり6 kgであると推定されている。小惑星帯で彗星として活動するメインベルト彗星の存在は確認されていたが、水蒸気を観測したのは今回が初めてとなる。論文は1月23日にネイチャーに掲載された。

### ドーンによる探査
ドーンは、ケレスの表面がクレーターで覆われていることを明らかにした。しかし、ケレスには予想されていたよりも大型のクレーターは存在しておらず、これはおそらく過去の地質学的プロセスによるものとされている。予想外にもケレスのクレーターの多くには、氷火山プロセスの影響で中央に窪み（central pit）があり、また多くは中央丘を持っている。ケレスにある有名な山として、アフナ山（Ahuna Mons）がある。この地形は氷火山のように見え、クレーターがほとんど無いことから、最長でも数億年以内に形成されたことが示唆されている。後のコンピューターシミュレーションでは、元々ケレスに存在していたが、粘性の低下によって認識できなくなった他の氷火山が存在する可能性が示されている。ドーンはケレスにあるいくつかの「光点」を観測しており、そのうち最も明るい光点（スポット5）は、オッカトル（Occator）と呼ばれる直径80 kmのクレーターの中心に存在している。2015年5月4日に撮影されたケレスの画像から、2番目に明るい光点が実際には、散在している10個もの明るい領域から成ることが明らかになった。これらの明るい地形はアルベド（反射率）が約40%にもなっており、これは表面にある氷や塩といった太陽光を反射する物質によるものとされている。最もよく知られている光点「スポット5」の上空には定期的に「もや」が現れる。これは、ある種のガス放出または昇華する氷が光点を形成したという仮説を支持するものとされている。2016年3月、ドーンはオクソ（Oxo）クレーターで水分子が存在するという明確な証拠を発見した。
2015年12月9日、NASAの科学者たちはケレスの光点は塩の種類、特に硫酸マグネシウム六水和物（MgSO4·H2O）を含む塩水の形態に関係していると報告した。また、その光点はアンモニアが豊富な粘土と関連していることも明らかになった。これらの光点の近赤外線スペクトルが大量の炭酸ナトリウム（Na2CO3）、少量の塩化アンモニウム（NH4Cl）もしくは炭酸水素アンモニウム（NH4HCO3）の存在を示すものと一致することが2017年に報告されている。これらの物質は、最近内部から表面に到達した塩水の結晶化に由来していることが示唆されている。
2020年に欧米の科学者チームが行った研究発表ではケレスの観測を行ったドーンによる重力測定のデータから、直径約92kmの「オッカトル・クレーター（英:Occator Crater）」の地下およそ40kmの深さに今も約数百～1000kmの幅に渡って塩水が存在していることを断定した。
また、別の研究チームでは、これまで地球以外で観測された例がなかったハイドロハライトが存在することを発見した
。

### 炭素
有機化合物（ソリン）がエルヌテト（Ernutet）と呼ばれるクレーターで検出されており、またケレスの大部分は非常に炭素に富んでいて、表面付近の全質量の約20%を占めている。炭素含有量は地球上で分析されている炭素質コンドライト隕石よりも5倍以上多い。表面の炭素は、岩石と水の相互作用でできた粘土のような生成物が混合されている証拠だとされている。この化学組成は、ケレスが木星軌道よりも外側で、そして有機化学に有利な条件をもたらす水が存在する状況下でケレスが炭素に富む物質の降着によって形成された可能性を示している。ケレスにこうした物質が見られるのは、生命にとって基本的な成分が宇宙全体に存在しているという証拠になる。
| 可視光線および赤外線でのケレスの光点（2015年4月撮影） スポット1（上段、周囲より温度が低い） スポット5（下段、周囲と温度は似通っている） |

### 内部構造

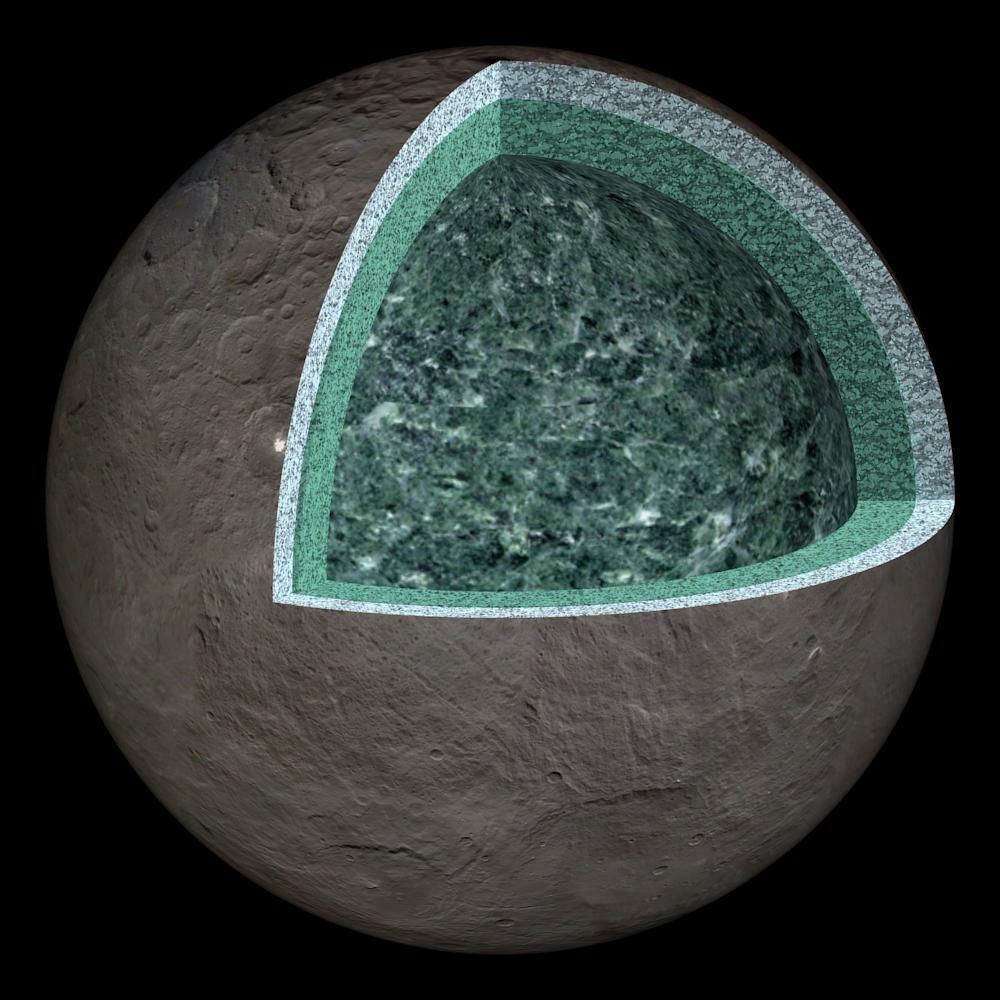
ケレスの内部構造（2018年8月時点）

ケレスの重力分布（赤は重力が強く、青は弱いことを示す）

ケレスは、岩石質の核と氷のようなマントルと地殻で構成されていると考えられている。ドーンによる形状および重力場観測から、ケレスは偏微分 とアイソスタシー補償を伴う静水圧平衡の状態にあり、平均慣性モーメントは0.37とされた（この値はカリストの0.36と似ている）。ケレスの質量のうち最大で25%を水が占めている可能性があり、その場合、ケレスには地球よりも多量の水が含まれていることになる。
鉱物組成については深さ100 kmまでに対してのみ間接的に求める事が可能で、厚さ40 kmの表層は水、塩、水和鉱物の混合物になっている。その下には、少量の塩水を含んでいる可能性のある層があり、少なくとも鉱物組成を探知できる限界である深さ100 kmよりも深くにまで及んでいる。そのさらに下は粘土のような水和した岩が含まれるマントルになっていると考えられている。ケレスの内部で最も深いところには液体が含まれているのか、あるいは金属を豊富に含んでいる核が存在しているかを判断するのは現時点では不可能である。モデリングでは、ケレスは岩石部分の部分的な分化により、金属から成る小さな核を持てることが示されている。
ケレスの扁平率は、内部が岩石の核と氷のマントルとに分化している場合と一致しており、この厚さ100 kmのマントル（ケレスの全質量の23～28 %、全体積の50%）には最大で、地球に存在する淡水の総量よりも多い2億 km3の水が含まれているとされている。この結果は、2002年にケック望遠鏡で行われた観測と進化論的モデリングによって支持されている。その表面と歴史の特性（形成時にかなり凝固点の低い成分を吸収できるほど日射量が弱かった太陽からの距離など）から、ケレスの内部に揮発性物質が含まれている可能性が指摘されており、また、液体の水の層が氷の層の下に現在まで残っている可能性も示唆されている。ある研究では、核と外層の密度はそれぞれ2.46～2.90 g/cm3と1.68～1.95 g/cm3、外層の厚さは約70～190 kmと推定されている。核からは部分的な脱水（氷の放出）が起きていると予想されており、水の氷と比較して外層の密度が大きいのは、ケイ酸塩と塩が含まれているのを反映している。つまり、核、マントルそして地殻は全て氷もしくは岩石で構成されているが、その含有比率は異なるということになる。
別の研究では、ケレスがコンドルールで構成されている核そして氷とミクロサイズの固体微粒子が混合している氷でできたマントルの2層から成る天体としてモデル化されている。表面での氷の昇華は厚さ20 mの水和粒子の堆積物を残すとされている。データと一致すると考えられる内部構成の予想範囲は大きく、75%がコンドル―ルで残る25%が微粒子からできている直径が380 kmの核と、75%の氷と25%の微粒子を含むマントルから成るとする核が最も大きくなる場合や、ほぼ完全に微粒子でできている直径が85 kmの核と、30%の氷と70%の微粒子のマントルでできているとする核が最も小さくなる場合まで様々なものがある。核が大きい場合では、塩水が存在出来るほど暖かくなっているはずだとされている。核が小さければ、110 kmより深い領域のマントルは液体のままになっているとされている。後者の場合、含まれている液体の2%が凍結していれば液体を表面に押し出すのに十分なほど圧縮することができ、氷火山を形成させるであろうと考えられている。これは、ケレスで平均で5,000万年ごとに1つの氷火山が生じたかもしれないという推測の比較になるかもしれない。

## 大気
ケレスでは表面の水の氷からガス状の水蒸気が放出されている兆候が見られる。
表面にある水の氷は、太陽から5 au未満の領域では不安定であり、太陽からの放射に直接晒されると昇華してしまうと予想されている。氷はケレスの深層部から表面に移動することができるが、非常に短時間で放出されてしまう。そのため、結果として水の蒸発を検出することは困難である。ケレスの極地域からの水の放出は1990年代初頭に観測されていた可能性があるが、明確に実証はされていない。新しいクレーターの周囲もしくは地下層からの亀裂から放出される水を検出することは可能かもしれない。国際紫外線天文衛星による紫外線観測では、ケレスの北極付近から統計的に有意な量の、紫外線の日射によって起きる水蒸気の解離の副産物である水酸化物イオンが検出されている。
2014年初頭に、ハーシェル宇宙望遠鏡のデータから、ケレスの中緯度にいくつかの局所的（直径60 km以下）な水蒸気源があり、それぞれ1秒あたり1026個（3 kg）の水分子を放出していることが判明した。ピアッツィ（北緯21°、経度123°）と「RegionA」（北緯23°、経度231°）と呼ばれる2つの潜在的な水蒸気源が、2002年のケック天文台による近赤外線の観測によって暗くなっている領域（RegionAの中央には明るい領域もある）として可視化されている。考え得る蒸気放出のメカニズムとして、表面積約0.6 km3の露呈している表面の氷の昇華、内部からの放射性崩壊による熱に起因する氷火山噴火、上層にある氷の層の成長による地下の海の加圧が挙げられる。ケレスが軌道上において太陽から離れた部分にいるとき、表面の氷の昇華だとその放出量は減少するが、内部から発せられた熱だとその放出率はケレスの軌道上の位置で変化することはない。限られている利用可能なデータでは、彗星のように氷の昇華に起因するというメカニズムの方により一貫性を示していた。しかしその後のドーンによる調査で、活動中の地質的活動が少なくともそれらの一部に起因していることが強く示唆された。
ドーンのガンマ線・中性子分光計（GRaND）を用いた研究で、ケレスが太陽風からの電子を規則的に加速させていることが明らかになった。この現象を引き起こしている原因としてはいくつかの可能性が考えられるが、最も受け入れられているのはこれらの電子が太陽風と水蒸気から成る弱い外圏との衝突によって加速されているという説である。
2017年、ドーンはケレスが太陽活動に関連していると思われる一時的な大気を持っている事を確認した。太陽からの高エネルギーの粒子がケレスの露出した氷に衝突した際に、その氷が昇華することにより形成されるとされている。

## 起源と進化
ケレスは約45億7000万年前に小惑星帯で形成された原始惑星の生き残りであるかもしれない。内太陽系の原始惑星（月から火星規模の大きさ）は他の原始惑星と衝突して地球型惑星を形成したか、もしくは木星によって太陽系外に放り出されたとされているが、ケレスは比較的無傷だとされている。別の理論では、ケレスはカイパーベルトで形成され、後に小惑星帯に移動したことが示されている。オッカトルクレーターでアンモニアの塩が発見されたことは、ケレスが外太陽系に起源をもつことを支持するものとされている。
ケレスの地質学的変化は、その形成中および形成後に生じた、微惑星の降着や様々な放射性同位体の崩壊（寿命が短いアルミニウム26のような死滅放射性核種などもおそらく含む）といった熱源に依存していた。これらの熱源はケレスが形成された後すぐに内部を岩石の多い核と凍ったマントルに分化するには十分であったと考えられている。このプロセスでは、氷火山の活動とテクトニクスによる表面の再浮上を引き起こし、古い地質学的地形を消滅させた可能性がある。ケレスの比較的高い表面温度は、その表面に生じる氷が徐々に昇華し、粘土鉱物や炭酸塩などの様々な水和物を残すことを意味している。
現在、ケレスの表面は地質学的には活動しておらず、表面は主に天体衝突によるクレーターで覆われている。以前はケレスのサイズが小さいため、初期の内に地質学的活動が起こらなくなった死んだ天体であるとされていたが、ドーンによる探査ではベスタと対照的に、内部プロセスがかなりケレスの表面を形作り続けていたことが明らかになっている。地殻内には大量の水の氷が存在しており、最近起きたと見られる地質学的な表面の変遷の証拠から、ケレスの内部には液体の水の層が存在している可能性がある。この仮想上の層は「海」と呼ばれている。仮にそのような液体の水の層がある場合、エウロパで存在が理論化されている海と同じように、岩石質の核と氷のマントルの中間に存在していると仮定されている。溶質（例えば塩）、アンモニア、硫酸、その他の不凍化合物が水に溶けている場合、海が存在している可能性はより高くなる。

## 潜在的な居住性
ケレスが火星、エウロパ、エンケラドゥス、タイタンのような地球外生命体にとっての潜在的な居住地である天体として活発な議論が交わされているわけではないが、ケレスの氷のマントルはかつて水の多い地下海であったという証拠が挙げられており、それがかつてそこに生命体が存在していたという憶測も示されている。有機化合物の遠隔検出および表面近くの質量の20%を占めている炭素を含む水の存在は、有機化学に有利な環境をもたらす可能性がある。

## 観測と探査

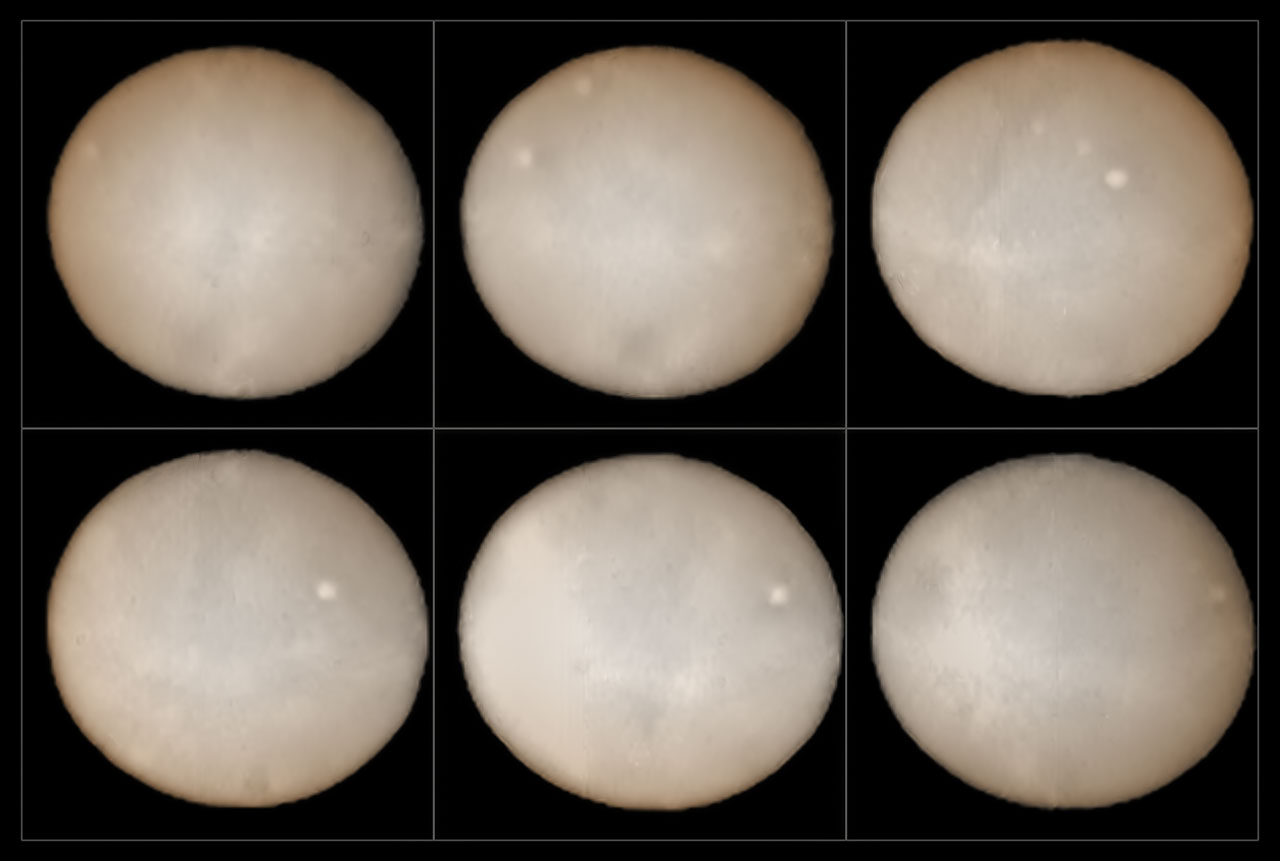
ケレスの偏光地図

近日点の近くで衝を起こすとき、ケレスの視等級は6.7等級に達することがある。この明るさは一般的に肉眼で観望するには暗いとみなされているが、理想的な観測条件下では、視力20/20程度の強い視力があれば観望することができるかもしれない。同等の明るさに達する唯一の小惑星はベスタで、稀に近日点で衝を起こす場合も含めば、パラスとイリスも含まれる。合になるときでは、ケレスの視等級は9.3等級でこれは10×50双眼鏡で観測することができる最も暗い明るさである。
ケレスの観測において特記すべき点として以下のものある。
- 1984年11月13日: アメリカ・フロリダ州、メキシコ、カリブ海全域でケレスによる恒星の掩蔽が発生した[156]。
- 1995年6月25日: ハッブル宇宙望遠鏡によって解像度50 kmの紫外線画像が撮影された[94]。
- 2002年: ケック望遠鏡によって補償光学を用いた解像度30 kmの赤外線画像が撮影された[97]。
- 2003年～2004年: ハッブル宇宙望遠鏡によって解像度30 kmの可視光線画像が撮影された（ドーン探査前では最高品質の画像）[13][98]。
- 2012年12月22日: 日本、ロシア、中国の一部でケレスによる恒星TYC 1865-00446-1の掩蔽が観測された[157]。このときのケレスの視等級は6.9等級、恒星の視等級は12.2等級だった[157]。
- 2014年: ハーシェル宇宙望遠鏡による観測で、ケレスが水蒸気を含む大気を持つ事が明らかになった[158]。
- 2015年: NASAの探査機ドーンがケレスに接近、周回して詳細な画像と科学データを地球に送信した。

### 探査

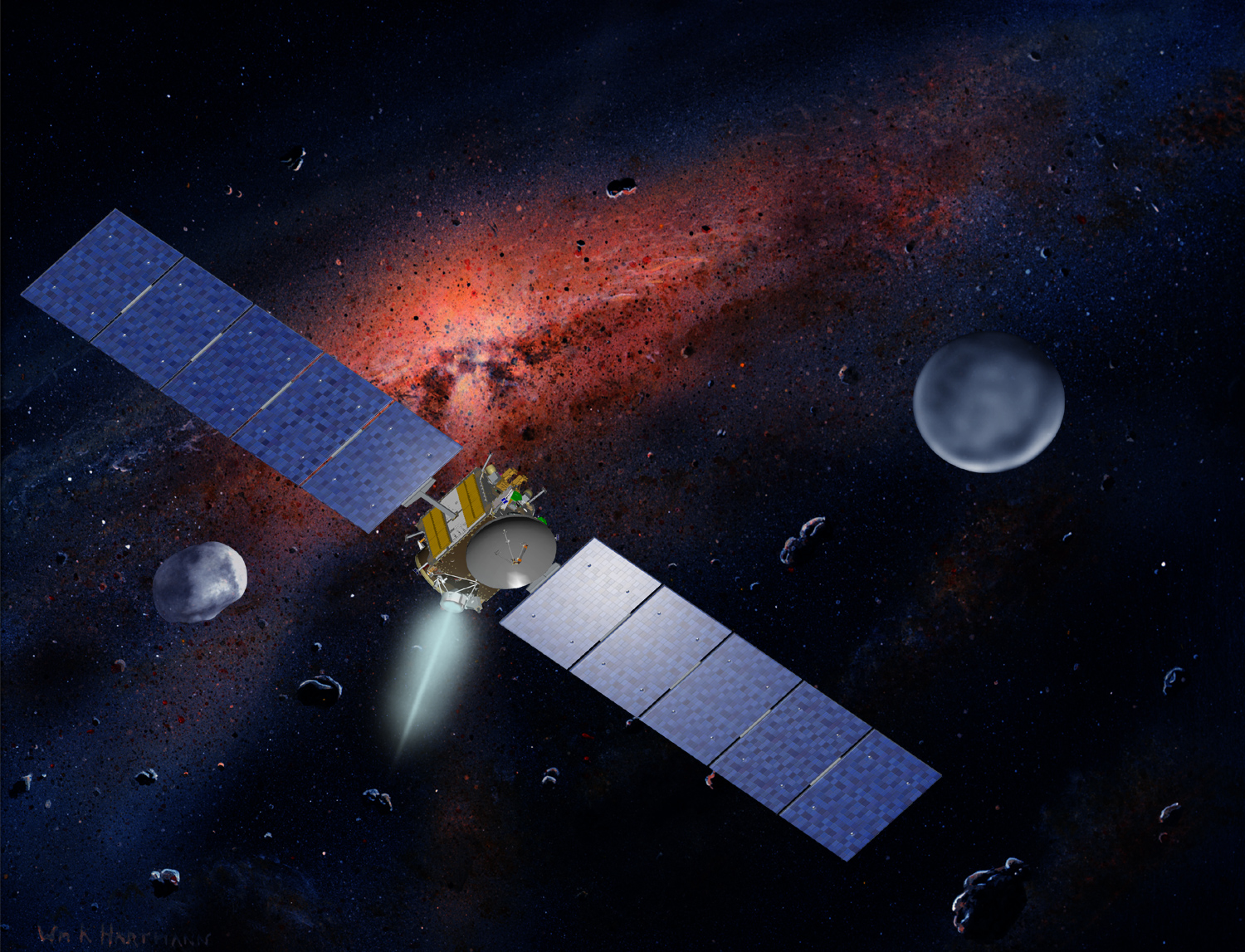
ベスタからケレスへ向かうドーンの想像図

1981年、小惑星探査機に関する提案が欧州宇宙機関（ESA）に提出された。この探査機はAsteroidal Gravity Optical and Radar Analysis（AGORA）と命名され、1990年から1994年の間に打ち上げて大きな小惑星を2回フライバイ（接近飛行）する予定だった。このミッションではベスタが好ましい探査対象とされた。AGORAは火星を通過する際のスイングバイ、もしくは小型のイオンエンジンで小惑星帯に到達する。しかし、この提案は取り下げられた。その後、NASAとESAの合同小惑星探査ミッションとしてMultiple Asteroid Orbiter with Solar Electric Propulsion（MAOSEP）が提案され、そのうちの1つにはベスタの周回軌道に投入するミッションプロフィールが含まれていた。他の小惑星帯探査ミッションがフランス、ドイツ、イタリア、そしてアメリカによって1980年代に提案されたが、いずれも承認はされなかった。ソビエト連邦主導のThe multiaimed Soviet missionの第2計画の第2目標として、ケレスへのフライバイおよび衝突ペネトレーターによる探査が欧州諸国との協力で1991年から1994年にかけて開発が行われたが、ソビエト連邦解体により中止された。

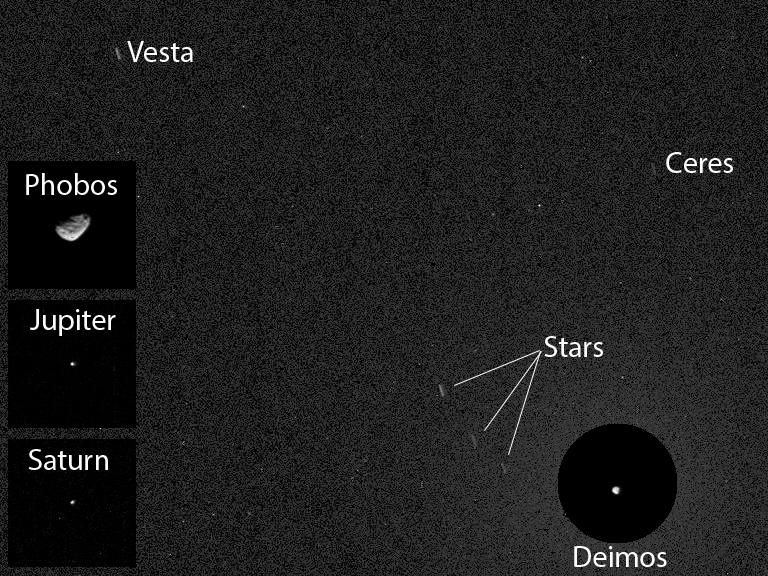
初めて火星から小惑星（ケレスとベスタ）を撮影した画像。2014年4月20日に探査車キュリオシティが撮影。

1990年代初頭、NASAは一連の低コスト科学的ミッションであることを意図したディスカバリー計画を開始した。1996年に計画の研究チームは、イオンエンジンを搭載した探査機を使って小惑星帯を探査することを最優先課題として推薦した。数年間に渡ってこの計画のための資金について問題が残っていたが、2004年までにドーン（Dawn）計画がそのデザインレビュー審査に合格した。
そしてドーンは、2007年9月27日にベスタとケレスを初めて探査する探査ミッションとして打ち上げられた。2011年5月3日、ドーンは最初の対象画像をベスタから120万 km離れた位置で撮影した。13ヶ月間に渡ってベスタを周回し続けた後、イオンエンジンを用いて、ニュー・ホライズンズが冥王星をフライバイする約4ヶ月前の2015年3月6日にケレスから61,000 km離れた位置 でケレスの重力に捕獲され周回軌道に投入された。
ドーンのミッションでは、連続してより低高度で一連の円軌道からケレスを研究することが要求された。2015年4月23日にドーンは高度13,500 kmのケレス周辺の最初の観測軌道（RC3）に投入されたが、軌道1周分（約15日間）しか滞在しなかった。それに続いて、3週間に渡って2つ目の観測軌道（Survey orbit）に移動した際、高度4,400 kmにまで下降し、続いて2ヶ月間は高度1,470 kmの軌道（HAMO、High altitude mapping orbit）を飛行し、その後は少なくとも3ヶ月間に渡って高度375 kmの最終軌道（LAMO、Low altitude mapping orbit）を飛行する予定だった。探査機に搭載された機器にはフレーミングカメラ、可視・赤外マッピング分光計があり、これらの機器はケレスの形状と元素組成について調査した。2015年1月13日、ドーンはハッブル宇宙望遠鏡と同等の解像度で初めてケレスの画像を撮影し、以前から知られていたのとほぼ同じ領域にクレーターや高アルベド地形があることを明らかにした。1月25日、2月4日、12日、19日、25日、3月1日、4月10日、15日により高い解像度でのイメージングセッションが行われた。
元々予定されていたドーンのケレスへの周回軌道投入は、到着直前に探査機が宇宙線を浴びたことにより不可能になり、ケレスの周りでより長い軌道を描いて周回軌道に投入されることになった。
中国国家航天局は2020年代の間にケレスからのサンプルリターンを行うことを構想している。

## 地図
| ケレスの地図（赤は赤外線で明るく見える地域、緑は高アルベド地形、青は紫外線で明るく見える地域、2015年9月時点）             |
| ケレスの地図（中心が経度180°、カラー画像、2015年3月時点）                                                                 |
| ケレスの地図（メルカトル図法、カラー画像、HAMO軌道から撮影、2016年3月時点）                                               |
| ケレスの地図（楕円形、カラー画像、HAMO軌道から撮影、2016年3月時点）                                                       |
| 公式名称を表記したケレスの白黒地図、中心が経度180°（2017年9月時点）                                                       |
| ケレスの地形図（2016年9月時点） 最も高い標高15 km時点（白色）から最も低地のクレーターの底（藍色）までの色付きで示している |
| 東経60°と東経240°を中心としたケレスの半球地形図（2015年7月時点）                                                          |
| セレスの極地、北極が左、南極が右（2015年11月時点）                                                                        |

### 地質図幅
下に掲げたケレスの表面は15の地質図幅に分割されている。それぞれの図幅の名称は、2015年7月に国際天文学連合がその図幅内で最初に命名したクレーターの名称に因んでいる。地図の画像はドーンによって撮影されたものである。

## 画像

ケレスの高解像度画像（2017年9月20日撮影）

| 高度40,000 kmから撮影した半月状のケレス（2015年2月25日撮影） |

| ドーンによるケレスの集成写真（2015年2月19日画像） |

| ドーンが高度47,000 kmから撮影したケレス（2015年2月19日撮影）。この距離では、ケレスの見かけ上の大きさは地球から見た満月とほぼ同じ大きさである。左の画像下部にある大きな衝突盆地は比較的若い地形のように見える。 |  | 高度84,000 kmから撮影したケレス（2015年2月12日撮影）。この高度ではケレスは満月の半分の大きさに見える。 |
| ドーンが高度47,000 kmから撮影したケレス（2015年2月19日撮影）。この距離では、ケレスの見かけ上の大きさは地球から見た満月とほぼ同じ大きさである。左の画像下部にある大きな衝突盆地は比較的若い地形のように見える。 |  | 高度84,000 kmから撮影したケレス（2015年2月12日撮影）。この高度ではケレスは満月の半分の大きさに見える。 |

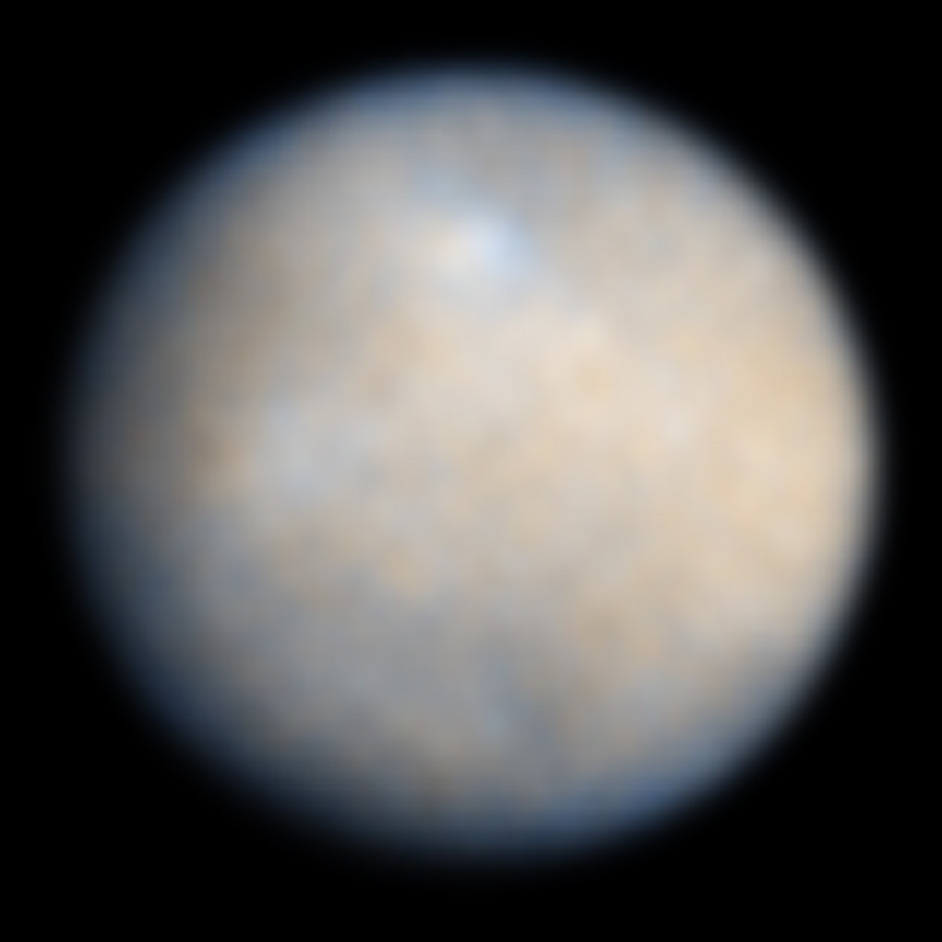
2004年にハッブル宇宙望遠鏡が撮影
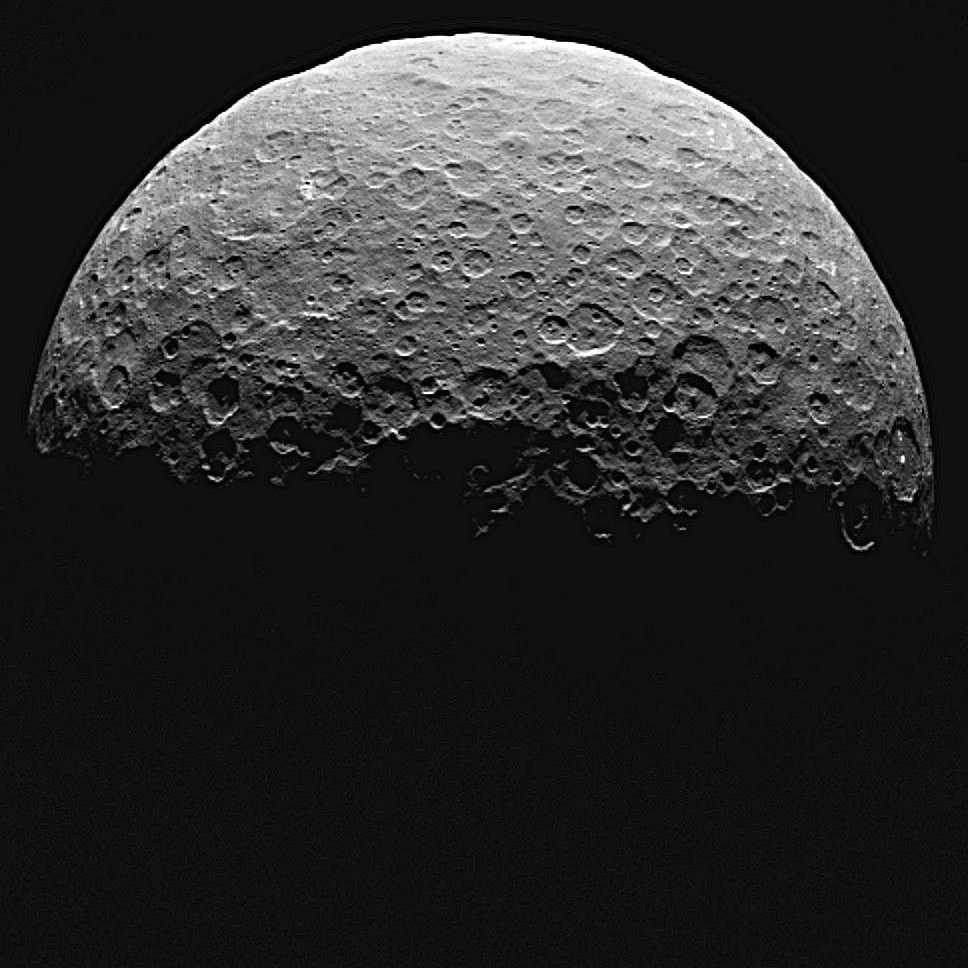
2015年4月14日にドーンが撮影 高度22,000 km地点
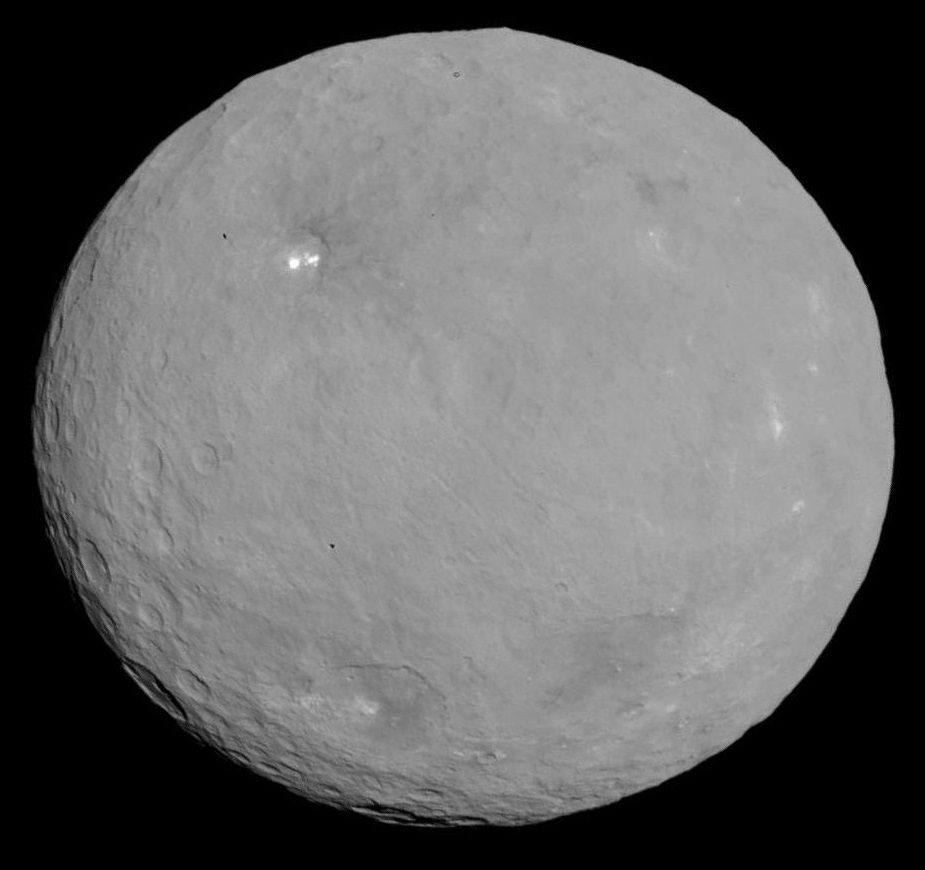
2015年5月6日にドーンが撮影 高度13,600 km地点
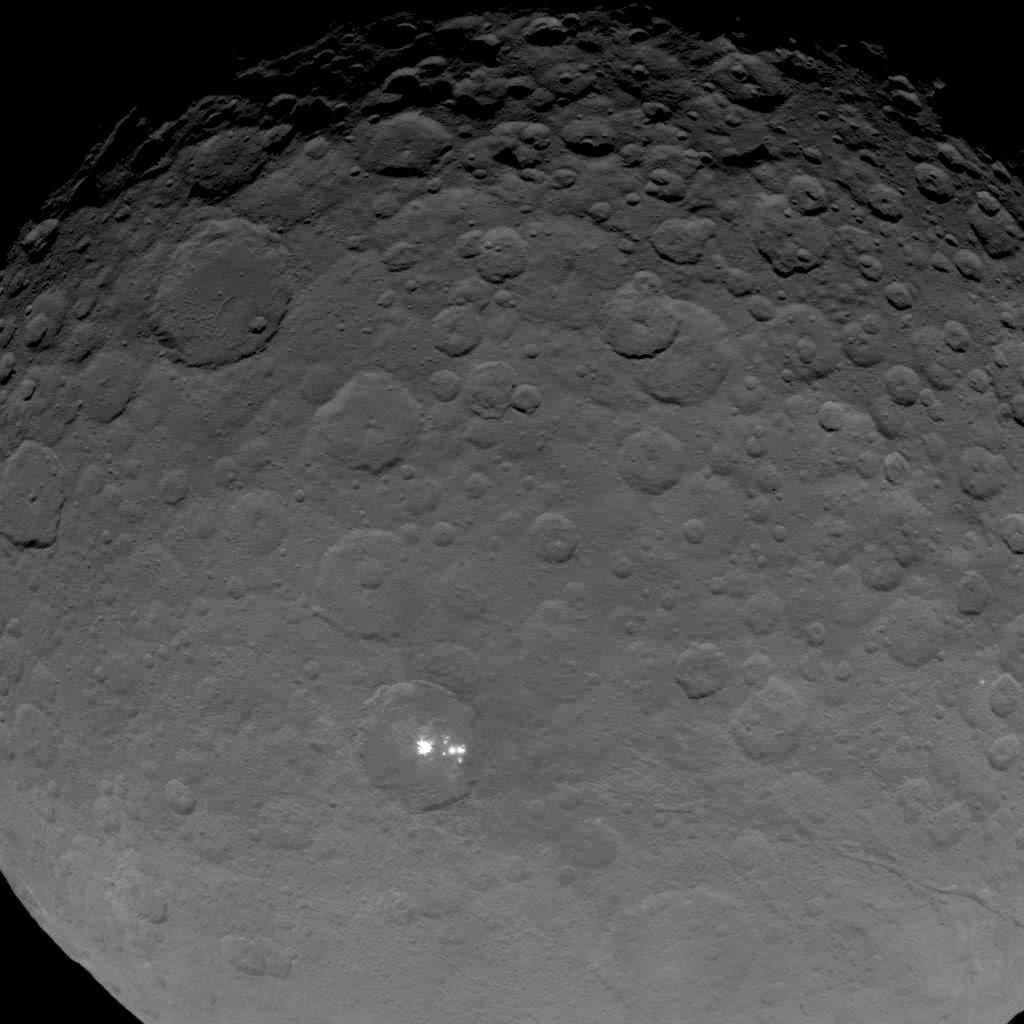
2015年5月16日にドーンが撮影 高度7,500 km地点 （1、2、3）
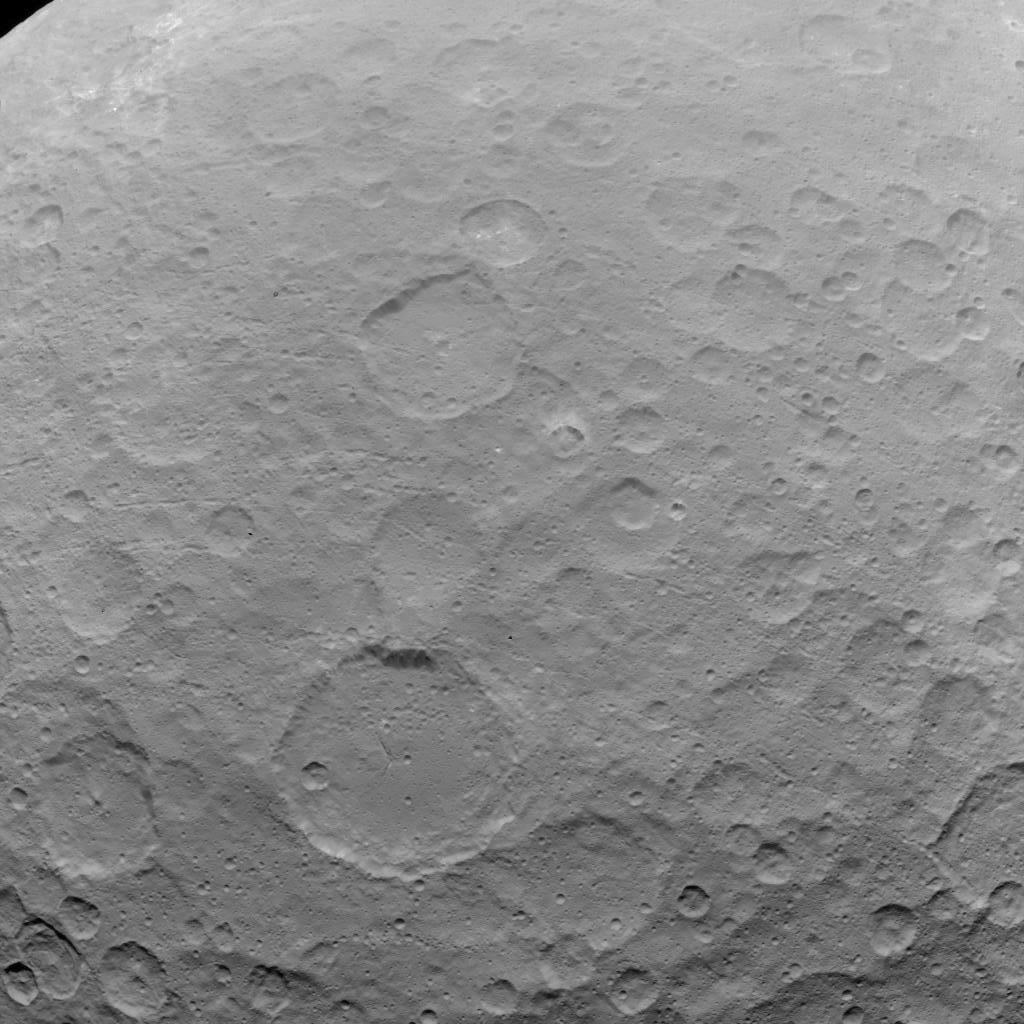
2015年5月22日にドーンが撮影 高度5,100 km地点 （1、2、3、4、5）（エジヌクレーター: 画像、拡大画像）

2015年2月1日から2018年10月6日までのケレス周辺におけるドーンの軌跡を描いたアニメーション
ドーン·
ケレス

| 軌道          | 番号 | 周回期間                       | 高度（km）         | 軌道周期 | 解像度（km/px） | ハッブルの解像度 との比 | 出典                          |
| ------------- | ---- | ------------------------------ | ------------------ | -------- | --------------- | ----------------------- | ----------------------------- |
| RC3           | 1    | 2015年4月23日 - 2015年5月9日   | 13,500 km          | 15日     | 1.3             | 24倍                    |                               |
| Survey        | 2    | 2015年6月6日 - 2015年6月30日   | 4,400 km           | 3.1日    | 0.41            | 73倍                    |                               |
| HAMO          | 3    | 2015年8月17日 - 2015年10月23日 | 1,450 km           | 19時間   | 0.14            | 217倍                   |                               |
| LAMO/XMO1     | 4    | 2015年12月16日 - 2016年9月2日  | 375 km             | 5.5時間  | 0.035           | 850倍                   |                               |
| XMO2          | 5    | 2016年10月5日 - 2016年11月4日  | 1,480 km           | 19時間   | 0.14            | 217倍                   | [ 180 ] [ 181 ] [ 182 ]       |
| XMO3          | 6    | 2016年12月5日 - 2018年2月22日  | 7,520 - 9,350 km}  | ~8日     | 0.9（推定）     | 34倍（推定）            | [ 180 ]                       |
| XMO4          | 7    | 2017年4月22日 - 2017年6月22日  | 13,830 - 52,800 km | ~29日    |                 |                         | [ 183 ]                       |
| XMO5          | 8    | 2017年6月30日 - 2018年4月16日  | 4,400 - 39,100 km  | 30日     |                 |                         | [ 183 ] [ 184 ] [ 185 ]       |
| XMO6          | 9    | 2018年5月14日 - 2018年5月31日  | 440 - 4,700 km     | 37時間   |                 |                         | [ 186 ]                       |
| XMO7（Final） | 10   | 2018年6月6日 - 現在            | 35 - 4,000 km      | 27.2時間 |                 |                         | [ 48 ] [ 49 ] [ 187 ] [ 188 ] |

### 自然色画像

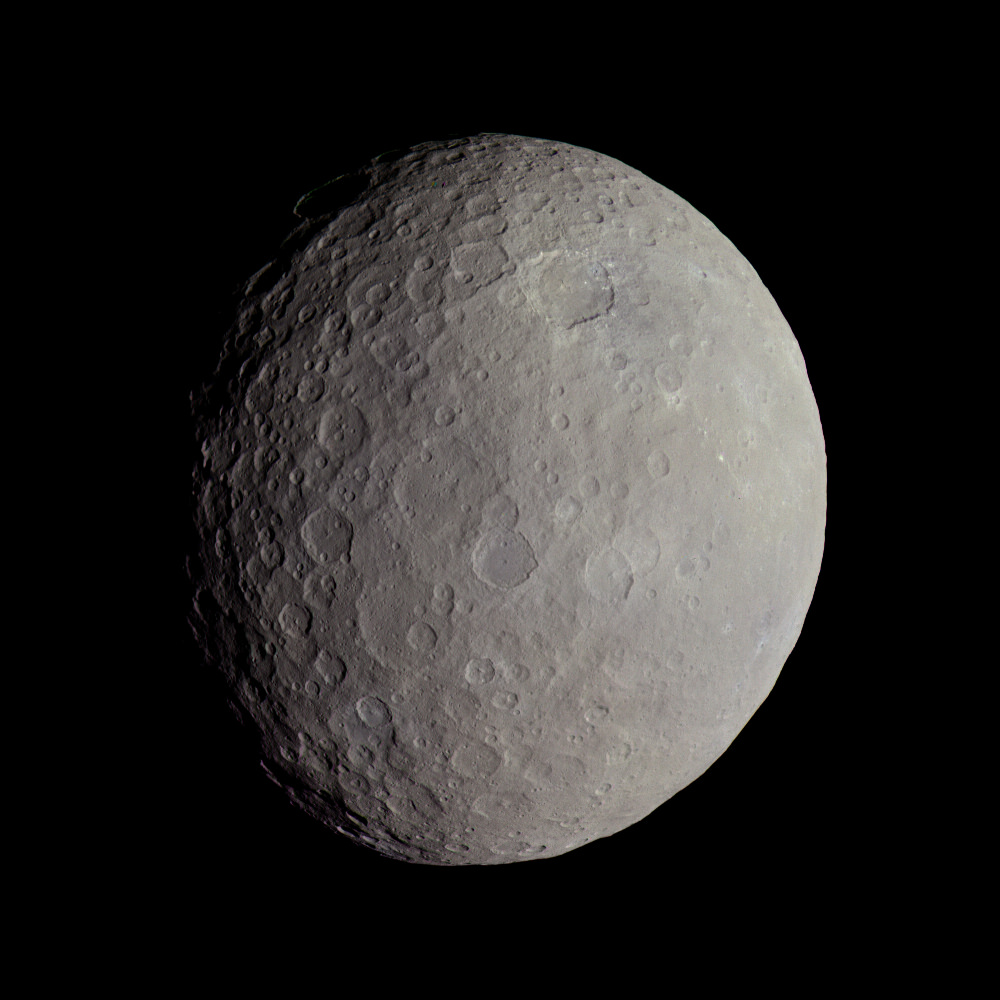
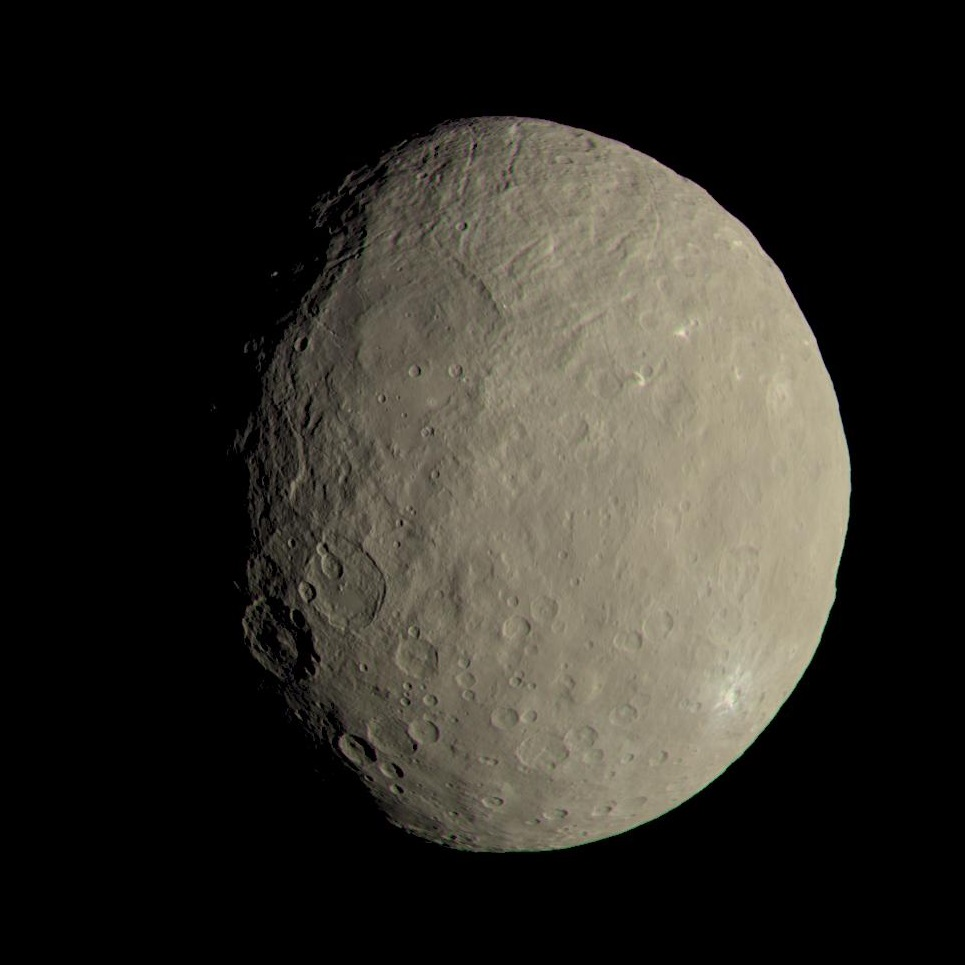
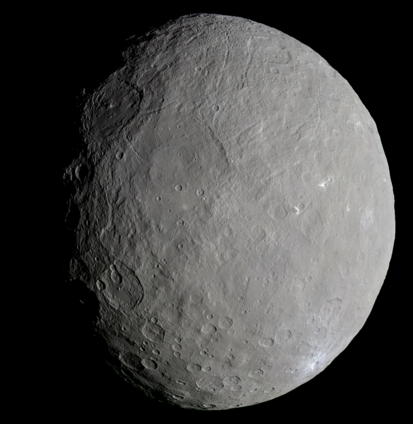
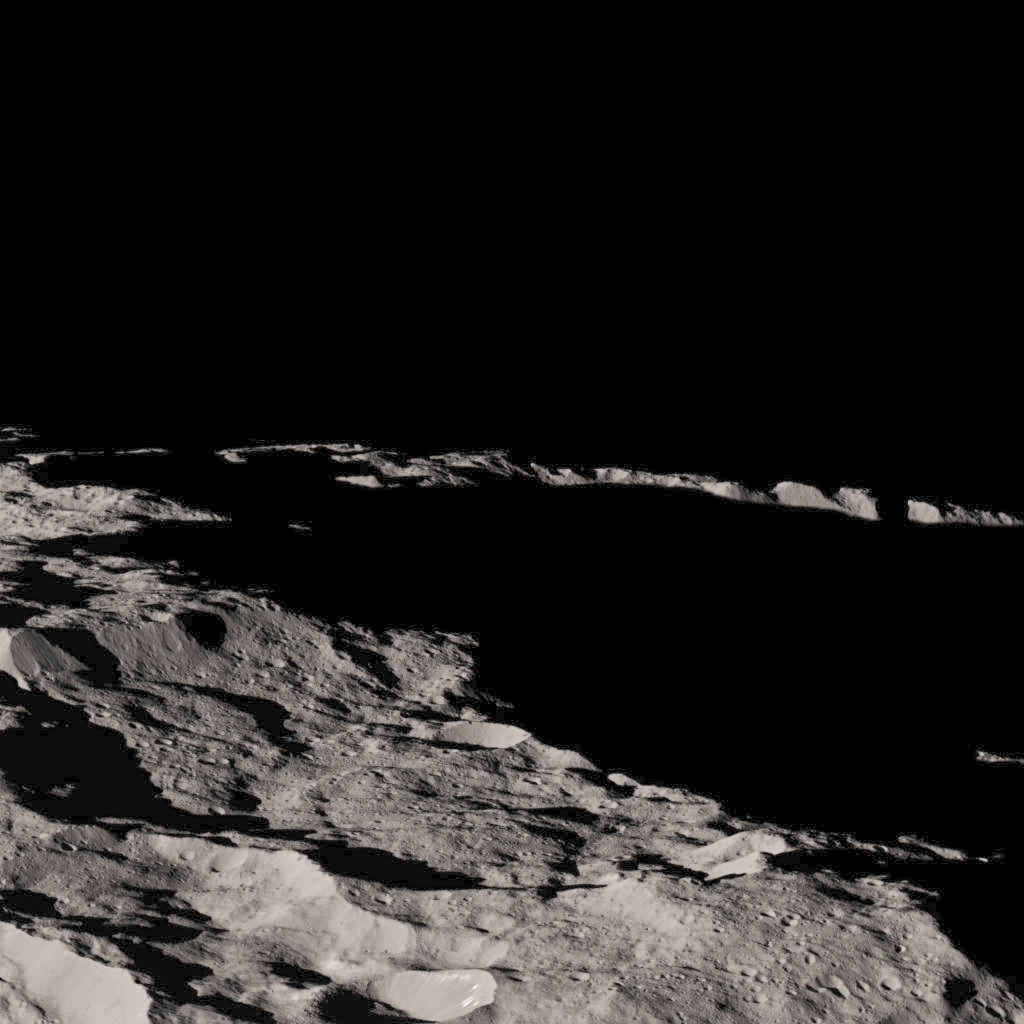

### アニメーション

ドーンが2015年2月4日に撮影 高度90,000 km地点
ドーンが2017年4月29日に撮影 高度20,000 km地点
ドーンが2015年5月4日に撮影 高度13,600 km地点
ドーンが2015年5月4日に撮影したケレスの光点 高度13,600 km地点